# Fish Lake Plateau
Fish Lake Plateau, také Fish Lake Hightop Plateau, je menší náhorní plošina ve středním Utahu, v Sevier County, v okolí jezera Fish Lake. Fish Lake Plateau je součástí Koloradské plošiny. Nejvyšší bod plošiny, Fish Lake Hightop, náleží do první desítky nejvyšších vrcholů Utahu s prominencí vyšší než 500 metrů.
Ze západu, severu a východu je Fish Lake Plateau obklopena řadou dalších menších náhorních plošin a pohoří. Severozápadně se rozkládá Pavant Range, jihozápadně Tushar Mountains, jihovýchodně Henry Mountains. Severně od plošiny leží horská skupina Skalnatých hor Wasatch Range. Přibližně 40 kilometrů jihovýchodně od Fish Lake Plateau se nachází Národní park Capitol Reef.